# Iconologia
L'iconologia (dal greco eikōn, immagine e Logía discorso, quindi descrizione approfondita dell'immagine) è una branca della storia dell'arte che si occupa di ricercare la spiegazione delle immagini, dei simboli e delle figure allegoriche dell'arte.

## Storia
Da segnalare la simbologia degli studi esoterici e degli animali del bestiario, numerosi quelli medioevali derivati dal Physiologus, un testo che risale probabilmente al secondo secolo, e i Bestiari di Cristo, ossia i simboli animali dell'incarnazione di Cristo, l'iconologia cristiana, in particolare l'enciclopedia Il Bestiario del Cristo di Louis Charbonneau-Lassay (1871-1946) con 1.100 incisioni, tradotta dal francese anche in italiano. Le simbologie degli animali umanizzati restano le protagoniste indiscusse non solo delle favole antiche e delle fiabe più recenti, ma anche nei cartoni animati.
Fondamentale il volume di Cesare Ripa (1560?-1622), Iconologia overo Descrittione Dell'imagini Universali cavate dall'Antichità et da altri luoghi, pubblicata nel 1593 a Roma dagli eredi di Giovanni Gigliotti.
Uno dei padri di questa disciplina relativamente giovane fu Aby Warburg (1866-1929).

## Caratteristiche
La scuola iconologica ha dimostrato l'inscindibilità delle forme artistiche dal loro contesto culturale e storico, e tende a legare i mutamenti delle forme alle differenti condizioni culturali in cui l'artista si trova a operare.
L'iconologia si differenzia dall'iconografia, perché questa si occupa della descrizione dei temi presenti nell'opera d'arte, mentre l'iconologia ha lo scopo di interpretare gli stessi temi.